# 大卫·赫伯特·劳伦斯
大卫·赫伯特·劳伦斯（英語：David Herbert Lawrence，通常写作D. H. Lawrence；1885年9月11日—1930年3月2日），20世纪英国作家。他是20世纪英语文学中最重要的人物之一，也是最具争议性的作家之一。主要成就包括小说、诗歌、戏剧、散文、游记和书信。

## 生平
劳伦斯出生于英国诺丁汉郡的煤礦小鎮伊斯特伍德，是家中第四子。父亲阿瑟·约翰·劳伦斯（Arthur John Lawrence）几近目不识丁，于布林斯利煤矿场（Brinsley Colliery）当煤矿工人；母亲麗蒂亞（Lydia）则来自中产阶级家庭，当过教师，后来家庭经济拮据，不得不到飾帶工厂打工。劳伦斯出生於伊斯威特镇维多利亚街8A号，现為劳伦斯出生地博物馆（D. H. Lawrence Birthplace Museum）。劳动阶层背景和父母恶劣的关系成为他早年著作的创作来源。
劳伦斯於1891年至1898年就读寄宿小学（Beauvale Board School），成为该校首位夺得郡议会奖学金的学生，升读诺丁汉高等中学。1901年毕业后，劳伦斯在海伍德(Haywood)的手术仪器工厂当初级文员，三个月後患上严重肺炎，只好离职。1902至1906年，劳伦斯于诺丁汉大学接受教师职业培训。他起初回到家乡，為矿工子弟授課，后来重返校园，并在1908年取得诺丁汉大学颁发的教师资格证书。
在克罗伊登执教期间，劳伦斯在《英国评论》发表诗作和短篇小说《菊花香》。《菊花香》在伦敦引起回响，成為劳伦斯作家生涯的開端。1910年，劳伦斯出版了首部长篇小说《白孔雀》，不久母亲病逝。有传劳伦斯为了减轻病母的痛苦，故意增加她服药的剂量。劳伦斯和母亲关系非常亲密，名作《儿子与情人》（1913）曾在西方评论界引起“恋母情结”的巨大争议。母亲离世也成为劳伦斯人生的重大转折点。
母亲去世后，劳伦斯肺炎复发，病情很快恶化成肺结核，最终也因此病离世。病情略為好轉時，他放弃了教师职业，转当专职作家。1912年，劳伦斯和诺丁汉大学现代语言学教授的妻子弗丽达·冯·里希托芬私奔，前往德国。第一次世界大战爆发后，两人返回英国，并于1914年7月13日结婚。一战中德国和英国交战，所以劳伦斯夫妇被官方监视，生活非常贫困。1915年，劳伦斯最优秀的作品《虹》，甫出版便因内容淫秽而被禁。勞倫斯夫婦甚至被指在康沃尔海岸向德国的潜艇传送谍报信息。
战后，劳伦斯开始他所谓“原始朝圣”计划，偕同妻子离开英国四处旅行，此後仅短暂回国两次。他们旅行的足迹遍布法国、意大利、斯里兰卡、澳大利亚、美国和墨西哥，更曾梦想在新墨西哥建立乌托邦式的社区。勞倫斯在新墨西哥居住了几年后肺炎复发，不得不回到欧洲，並开始写作《查泰莱夫人的情人》。該作最初只在佛罗伦萨以私人名义出版，日後卻风靡欧洲。
1930年，劳伦斯在法国濱海阿爾卑斯省旺克病逝，骨灰由勞倫斯遗孀帶到二人曾居住過的新墨西哥埋葬。

## 创作与争议
劳伦斯的创作基本属于现实主义文学范畴。他在作品里坚持不懈地描述日常生活中无休止的心灵抗争，所以许多他的小说都弥漫着忧郁的情调。其诗歌作品则通常描述壮丽的自然风光，和小说的风格截然不同。
劳伦斯的小说作品中最著名的包括《儿子与情人》（1913）、《虹》（1915）、《恋爱中的女人》（1920）和《查泰莱夫人的情人》（1928）。这些小说中故事发生的地点都在作家的故乡诺丁汉郡，一个自然条件恶劣的矿区。尽管现实生活中的劳伦斯选择了背井离乡，却一次又一次的在自己的小说中描写这个生养他的地方。
劳伦斯的创作风格大致仍属于现实主义，作品对情感和性爱的描绘显得非常直白，毫不隐讳。这在他所处的时代中是很罕见的。《虹》就曾因为其中包含的女同性恋情节而一度被禁，而一位出版商则声称：“《儿子与情人》是我读过最淫秽的书。”
《查泰莱夫人的情人》曾经在英国引发了一场重大的淫秽丑闻。由于书中对性爱露骨的描写（或许也因为“情人”是来自于工人阶级），英国法院甚至以“猥亵罪”为名立案审查。然而其出版机构“企鵝圖書”最终赢得了这场官司。该机构也曾出版过一系列表现主义绘画作品，这些作品曾经由于描绘人体的隐秘部位而被销毁。
尽管劳伦斯曾被人称为“色情小说家”，但实际上他是非常虔诚的基督教徒。他认为僵化的欧洲基督教已逐渐失去活力，并试图用原始的、部族的信仰来改造它。这就是他开始“原始朝圣”的原因之一。“过程哲学”思潮也激发了劳伦斯的创作灵感。例如，劳伦斯自传性质的作品《儿子与情人》中明显带有尼采和弗洛伊德理论的影子。
纳博科夫（Vladimir Nabokov）曾在《Strong Opinions》 一书中批评劳伦斯的作品不入流(execrable)。

## 部分重要作品

### 小说
- 白孔雀 (1911) － 一个选错了妻子的男人的悲剧
- 入侵者 (1912)
- 儿子与情人 (1913) —曾用题目《保罗·莫莱尔》
- 虹 (1915) —曾因“猥亵罪”而被禁
- 恋爱中的女人 (1920) —《虹》的续集
- 迷失的少女 (1920)
- 亚伦的杖 (1922)
- 狐狸 (1923) – 短篇小说
- 船长的玩具 (1923) —短篇小说
- 瓢虫 (1923) －短篇小说
- 袋鼠 (1923)
- 灌木丛中的男孩 (1924)
- 莫尔先生 (1925) －短篇小说
- 羽蛇 (1926) －取材于古代墨西哥神话
- 逃跑的公鸡 (1928)
- 查泰莱夫人的情人 (1928年最先在佛罗伦萨出版，直到1960年才于英国本土出版)

### 诗歌
- 情诗及其他诗作 (1913)
- 看！我们成功了 (1917)
- 新诗 (1918)
- 钢琴 (1918)
- 海湾：诗集 (1919)
- 鸟语花香 (1923)
- 紫罗兰 (1929)

### 戏剧
- 霍罗伊德夫人守寡记 (1914)
- 一个矿工的星期五傍晚 (1934)
- 一触即发 (1920)
- 大卫 (1926)
- 墨西哥的清晨 (1927)